# Pere Mir i Puig
Pere Mir i Puig (Barcelona, 28 de novembre de 1919 - 10 de març de 2017) fou un químic i empresari català.

## Biografia
Doctor en Ciències Químiques, es va dedicar a la investigació, síntesi i fabricació de productes químics, i a la promoció de diverses empreses i patents. Ha estat també professor a l'Escola d'Enginyers Tècnics de la Universitat Politècnica de Catalunya i fundador del Centre d'Études Catalanes de la Sorbona (París).
Fins a l'edat de nou anys va viure a Vilassar de Mar, el poble d'on eren originàries les famílies dels seus pares. Quan va tindre l'edat d'entrar a l'institut la família es mudà a Barcelona, per tal que pogués estudiar a la Mútua Escolar Blanquerna, on estudià del 1928 fins al 1936. Va ser dels millors alumnes de la seva promoció juntament amb Antoni Maria Badia Margarit, que esdevindria un dels filòlegs més importants de Catalunya i amb el qual sempre mantingué una gran amistat fins al punt de finançar la publicació de molts estudis sobre la llengua catalana que ell havia fet.
En esclatar la Guerra Civil el seu pare es va haver d'exiliar a París on va cursar el batxillerat francès al Lycée Voltaire i quan va retornar de l'exili es va treure la llicenciatura en química a la Universitat de Barcelona el 1943.
El 1946 va començar a treballar a l'empresa Derivados Forestales de Sant Celoni on, gràcies a una nova tècnica inventada i patentada per ell mateix, aquesta empresa es va convertir en un dels principals productors mundials de derivats del formol tot expandint-se fins a tenir vuit fàbriques a Espanya, França i Mèxic tot abastint sectors tant diversos com el moble, la construcció, l'automòbil, les pintures o els lubricants sintètics.
La primera iniciativa filantròpica en que es volcà Per Mir va ser la Casa Pairal de Vilassar de Mar, institució dedicada a la cura de les persones grans i sense recursos de la vila que havia estat creada, el 1908, sota el patrocini de Jaume Puig Mir, precisament, un avantpassat de Pere Mir. A inicis dels anys 1970 va crear la Fundació Mir - Puig amb l'objectiu de dedicar una part del seu patrimoni a activitats filantròpiques.
L'any 1980 va ser nomenat ambaixador permanent del Paraguai a l'Organització de les Nacions Unides. Durant dues dècades va assistir a les assemblees generals d'aquesta institució a les seus de Ginebra i Nova York i quan el 2001 va renunciar al càrrec el govern del Paraguai li concedí la Gran Cruz de la Orden Nacional del Mérito en reconeixement de la seva dedicació.
El 1993 va rebre la Creu de Sant Jordi en reconeixement de la seva tasca.
L'any 2002 va vendre un 45 % de les accions de l'empresa Derivados Forestales al Banc Sabadell i tres anys més tard es decidirà la venda de la totalitat dels actius de Derivados Forestales al grup Ercros. Lliure de les obligacions laborals va passar a dedicar-se planament a la filantropia.
El 2002, va crear la fundació Cellex, que ha liderat en els darrers anys les aportacions del sector privat al progrés científic de Catalunya. Alguns projectes que ha finançat són l'Institut de Ciències Fotòniques, el Centre de Recerca Biomèdica de la Universitat de Barcelona, l'Institut d'Investigacions Biomèdiques August Pi i Sunyer (IDIBAPS), el Vall d'Hebron Institut d'Oncologia, i el programa CiMs+CELLEX de beques per alumnes de batxillerat especialitzat en ciència i matemàtiques.
L'aportació a l'ICFO va ser la donació de mecenatge científic més gran feta a Espanya, i va permetre de construir l'edifici Nest, que es va inaugurar el juny de 2012.
De perfil molt discret, es calcula que, entre 2004 i 2010, la seva fundació va finançar amb 62 milions d'euros diferents instituts científics.
L'any 2011 va obtenir el Premi Nacional de Recerca, en la categoria de mecenatge científic.
El 2013 va rebre la medalla d'or de l'Ajuntament de Barcelona, amb el Guardó al Mèrit Científic per la seva implicació en el mecenatge en recerca física, química i biomèdica.